# Simon Feilner
Hans Simon Feilner (* 20. Februar 1726 in Weiden in der Oberpfalz; † 16. März 1798 in Frankenthal/Pfalz oder am 17. März in Mannheim) war ein deutscher Stuckateur, Porzellanmaler und Modelleur.

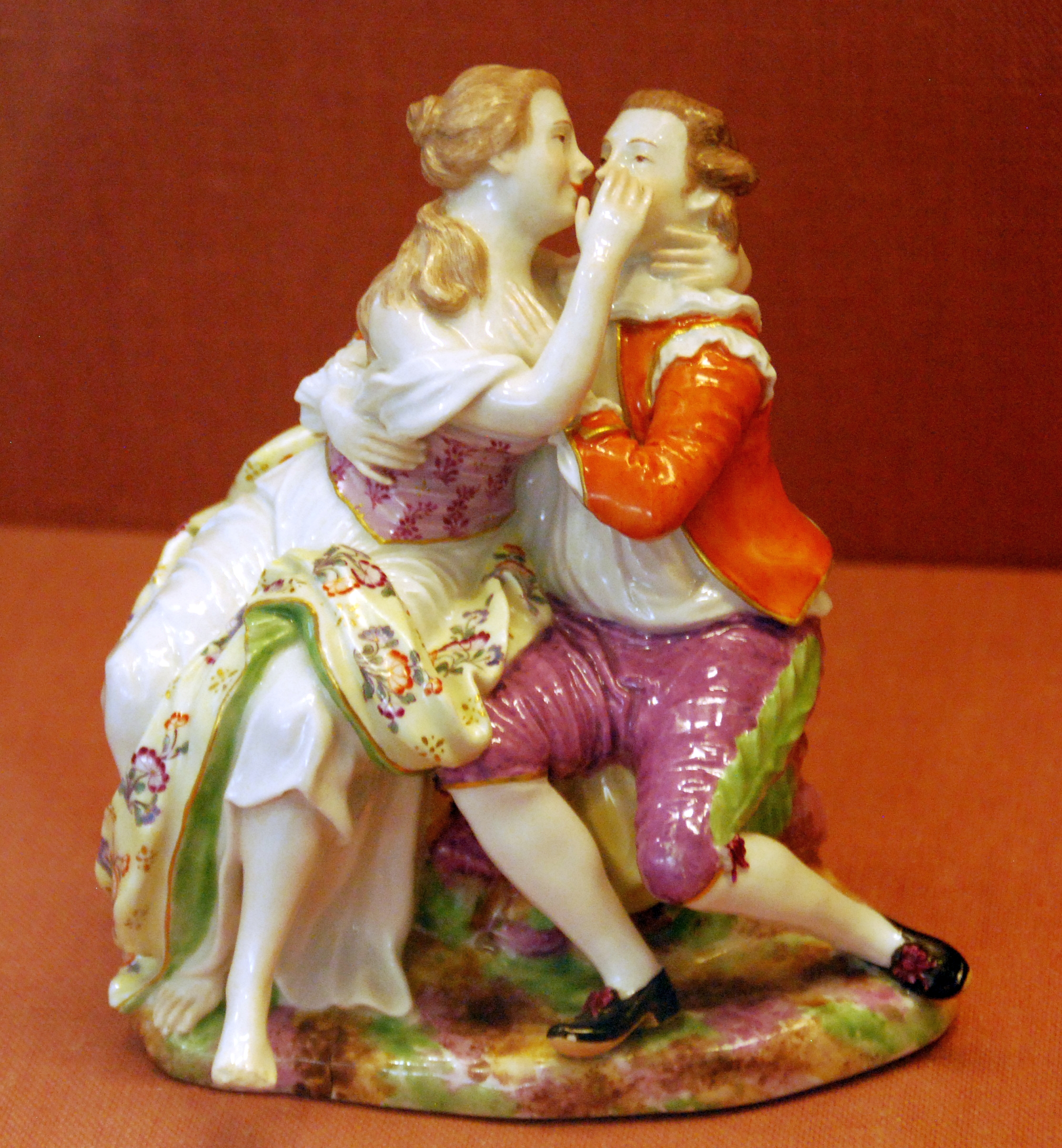
„Liebespaar“ aus der Fürstenberger Manufaktur nach einem Entwurf von Simon Feilner, 1758, Museum August Kestner

## Leben und Wirken
Feilner war Sohn des Maurermeisters Joseph Feylner (1697–1768) und dessen Frau Katharina (geborene Leimberger 1692–1771). Er wurde zunächst von seinem Vater zum Maurer und Stuckateur ausgebildet. Er begann nach der Ausbildung in diesem Beruf zu arbeiten. 1747 ist er erstmals in dieser Tätigkeit in Saarbrücken nachweisbar. Es folgten weitere Stationen in Stuttgart und Biebrich. Anschließend wurde er an der 1746 gegründeten Höchster Porzellanmanufaktur angestellt. Hier arbeitete er als Blumenmaler, Staffierer und Bossierer. Nachdem die Porzellanmanufaktur Fürstenberg Johann Kilian Benckgraff aus Höchst abgeworben hatte, folgten diesem weitere Mitarbeiter aus Höchst, darunter 1753 auch aus eigenem Antrieb Simon Feilner.
Vom 6. Mai 1753 bis zum Jahr 1768 war Feilner in Fürstenberg sowohl als Modelleur als auch als Porzellanmaler tätig und war maßgeblich für den künstlerischen Aufschwung der Manufaktur mitverantwortlich. Daneben widmete er sich der Farbherstellung, die in der Porzellanmalerei von besonderer Bedeutung war und als „Farbarkanum“ als Geheimwissenschaft gehandelt wurde. Es ist sehr wahrscheinlich, dass er die zunächst spärliche Farbpalette in Fürstenberg vor allem um diverse Grüntöne, die nicht zuletzt für die Landschaftsmalerei auf den Vasen von großer Bedeutung waren, erweiterte. Während Johann Georg von Langen die Manufaktur in ihrer Gesamtheit führte, war Feilner deren künstlerischer Leiter. Als Modelleur war Feilner vor allem für Figuren, Figurengruppen sowie Geschirrgruppen bekannt. Darunter fallen ein Leuchter mit einem Schäferpaar (1753), eine „große Bergbande“ sowie eine 15-figurige Gruppe mit der Darstellung der Personentypen der Commedia dell’arte (1753/54). 1768 wechselt Feilner nach seiner Entlassung aus Kostengründen – die Manufaktur war in einer schwierigen wirtschaftlichen Lage und Feilner einer der teuersten Mitarbeiter – in Fürstenberg als Farbarkanist an die Porzellanmanufaktur Frankenthal. Hier setzte er zunächst seine Tätigkeiten wie in Fürstenberg fort, 1770 war er schon Inspekteur, 1775 Manufakturdirektor. Auch in dieser Position arbeitete er wahrscheinlich weiter als Modelleur und vor allem als Farbarkanist. 1775 fertigte er einen Probeteller mit 60 darauf dargestellten Blütenzweigen, wobei er mindestens sieben verschiedene Grüntöne einsetzen konnte.
Feilner gilt als einer der vielseitigsten deutschen Künstler seines Faches im 18. Jahrhundert und Hauptvertreter des Rokoko in Fürstenberg. Seine Entwürfe für Geschirre lebten von seiner Ausbildung als Stuckateur. Die Entwürfe für Figuren verbinden einerseits die Verspieltheit des Rokoko mit andererseits Realismus. Seine Arbeit an den Farben in Frankenthal gilt als Vollendung seiner Arbeiten aus Fürstenberg.
Feilner war der Großonkel des Tonwarenfabrikanten Tobias Feilner.